# Colotois albomaculata
Colotois albomaculata là một loài bướm đêm trong họ Geometridae.